# 渡辺政香
渡辺 政香（わたなべ まさか、安永5年7月16日（1776年8月29日） - 天保11年9月28日（1840年10月23日））は、江戸時代の国学者・神職。『参河志』『鴨の騒立』の編纂者として知られている。

## 略歴
渡辺政香は1776年に三河国幡豆郡寺津村（現在の愛知県西尾市）の寺津八幡社で代々神職を務める家に生まれた。父は渡辺助三郎、母、りや。1790年（寛政2年）に浜島錦城（文貞・文亭）に入門し和漢の史籍を学ぶ。この時に『参河志』の編集を決意する。この後、伊勢の漢詩人の山口凹巷に師事した。1799年（寛政11年）に渡辺家14代目として家督を相続し、1807年（文化4年）に京都の神祇伯白川家に入門した。1823年（文政6年）には伊勢の国学者、足代弘訓に和歌を学んでいる。同じ三河の羽田野敬雄（羽田八幡宮文庫（現・愛知県豊橋市）の創設者）とも交遊した。1836年（天保7年） に『参河志』が完成する。同年9月に三河国加茂郡で起こった一揆を『鴨の騒立』に、同月の寺津村の一揆では、その調停をすると共に『寺津村旧記』に記録した。1840年（天保11年）に64歳で亡くなった。後年、寺津八幡社に顕彰碑が建てられている。

### 号・字・通称
渡辺政香は国学のほか漢詩や和歌などを学び、多くの学者や文人墨客と交流があった。そのため多くの号（ごう）を用いていた。保宝葉園・磯泊散人・臥蝶園・仙雲亭寿山・同心軒などである。このうちの磯泊散人について、「磯泊（しはと）」とは『和名類聚抄』にある幡豆郡八郷うちの一つで「しはつ」とも読み、転じて幡豆の語源ともいわれる地名であり、それに号に添えて用いる語の「散人」を合わせたものである。また臥蝶園の「臥蝶（ふせちょう）」は寺津八幡社と縁の深い大河内氏の家紋である。字（あざな）は三善といい、通称は順輔・普磋吉・助太夫と名乗っていた。

## 評価
『和志取神社誌』（大久保芳太郎編、矢作町（愛知県）和志取神社社務所、1907年）では、政香の説は杜撰の評を免がれず、書上は贋物偽造の疑圑を免れず、と記載されており、『延喜式』「式内社」の鷲取天神は、安城市柿碕町和志取と水戸大日本史に明載されているにもかかわらず、碧海郡高取村（現在の高浜市高取）であると自説を強引に主張している。『参河志』などの渡辺政香の著作物は、自説のゴリ押しに注意する必要がある。

## 主な著作
- 『参河志』（全43巻）
- 『鴨の騒立』
- 『天保甲斐国騒立』
- 『寺津村旧記』
- 『参河めぐりの記』